# Campeonato Peruano de Fútbol de 1929
El Campeonato Peruano de Fútbol de 1929, denominado como «XIV Campeonato de la Liga Provincial de Football de Lima 1929», fue la edición número 14 de la Primera División Peruana y la 4.ª edición realizada por la FPF y la 14.ª edición desde creada la ADFP. Se desarrolló entre julio de 1929 y febrero de 1930, con la participación de doce equipos bajo el sistema de todos contra todos en una sola rueda.
La Federación Universitaria de Football logró el primer lugar obteniendo su primer título de Primera División. Por otra parte, el Alianza Lima fue descalificado durante el torneo luego de siete fechas (5V 2E), por no ceder a sus jugadores a la selección peruana de fútbol, aduciendo problemas económicos, para el Campeonato Sudamericano 1929.
Los equipos que perdieron la categoría, descendieron a la Primera División B.

## Ascensos y descensos
| Club            | Ascendido como                   |
| --------------- | -------------------------------- |
| Sporting Tabaco | 2º en Liguilla de Promoción 1928 |
| Hidroaviación   | Invitado                         |

| Club                 | Descendido como                     |
| -------------------- | ----------------------------------- |
| Jorge Washington     | 3º en Liguilla de Promoción 1928    |
| Unión Santa Catalina | 4º en Liguilla de Promoción 1928    |
| Lawn Tennis          | 7º del grupo 1 del Campeonato 1928  |
| Association Alianza  | 8º del grupo 1 del Campeonato 1928  |
| Alberto Secada       | 9º del grupo 1 del Campeonato 1928  |
| Alianza Callao       | 8º del grupo 2 del Campeonato 1928  |
| José Olaya           | 9º del grupo 2 del Campeonato 1928  |
| Unión Fútbol Club    | 10º del grupo 2 del Campeonato 1928 |

## Equipos participantes
| Club                      | Ciudad     | Entrenador        |
| ------------------------- | ---------- | ----------------- |
| Alianza Chorrillos        | Chorrillos |                   |
| Alianza Lima              | Lima       | Guillermo Rivero  |
| Atlético Chalaco          | Callao     | Telmo Carbajo     |
| Ciclista Lima             | Lima       |                   |
| Circolo Sportivo Italiano | Lima       | Augusto Bergamino |
| Federación Universitaria  | Lima       | Andrés Rotta      |
| Hidroaviación             | Ancón      |                   |
| Jorge Chávez              | Callao     |                   |
| Sport Progreso            | Lima       | José Pavón        |
| Sporting Tabaco           | Lima       |                   |
| Sportivo Unión            | Lima       |                   |
| Sportivo Tarapacá         | Lima       |                   |
| Unión Buenos Aires        | Callao     |                   |

## Tabla de posiciones
| Pos.          | Equipo                        | PJ | PG | PE | PP | GF | GC | DG  | Pts. |
| ------------- | ----------------------------- | -- | -- | -- | -- | -- | -- | --- | ---- |
| 1             | Federación Universitaria      | 11 | 7  | 3  | 1  | 26 | 6  | +23 | 17   |
| 2             | Circolo Sportivo Italiano     | 11 | 6  | 4  | 1  | 26 | 23 | +3  | 16   |
| 3             | Hidroaviación                 | 11 | 6  | 3  | 2  | 20 | 8  | +12 | 15   |
| 4             | Sportivo Tarapacá Ferrocarril | 11 | 7  | 1  | 3  | 26 | 19 | +7  | 15   |
| 5             | Ciclista Lima                 | 11 | 6  | 1  | 4  | 19 | 13 | +6  | 13   |
| 6             | Sporting Tabaco               | 11 | 3  | 5  | 3  | 23 | 16 | +7  | 11   |
| 7             | Sport Progreso                | 11 | 4  | 3  | 4  | 19 | 23 | –4  | 11   |
| 8             | Unión Buenos Aires            | 11 | 2  | 6  | 3  | 17 | 19 | –2  | 10   |
| 9             | Sportivo Unión                | 11 | 3  | 3  | 5  | 11 | 22 | –11 | 9    |
| 10            | Atlético Chalaco              | 11 | 3  | 2  | 6  | 15 | 15 | 0   | 8    |
| 11            | Jorge Chávez                  | 11 | 2  | 3  | 6  | 14 | 16 | –2  | 7    |
| 12            | Alianza Chorrillos            | 11 | 0  | 0  | 11 | 8  | 44 | –36 | 0    |
| Descalificado | Alianza Lima                  | 7  | 5  | 2  | 0  | 24 | 7  | +17 | 12   |

|  | Campeón                    |
|  | Descenso a Intermedia 1930 |
|  | Descalificado              |

|                                                |
| Campeón Nacional                               |
| Federación Universitaria de Football 1° título |
|                                                |

## Resultados
| Local \ Visitante         | ALI | ACH | CHA  | CIC | CSI | UNI | HID | JCH | PRO | TAB | SUN | TAR | UBA |
| ------------------------- | --- | --- | ---- | --- | --- | --- | --- | --- | --- | --- | --- | --- | --- |
| Alianza Lima              |     | 4–1 | 3–2  | —   | —   | —   | —   | —   | 8–0 | —   | —   | —   | 4–0 |
| Alianza Chorrillos        | —   |     | —    | 1–4 | —   | —   | 0–9 | —   | 2–5 | —   | —   | 1–4 | —   |
| Atlético Chalaco          | —   | 6–0 |      | 0–3 | —   | —   | —   | 5–0 | —   | 0–3 | —   | 1–2 | 2–4 |
| Ciclista Lima             | —   | —   | —    |     | 2–3 | 1–0 | —   | —   | 3–0 | —   | 0–2 | 3–8 | —   |
| Circolo Sportivo Italiano | 1–2 | 3–1 | 1–1  | —   |     | 0–7 | —   | 1–0 | 2–2 | 1–0 | —   | —   | —   |
| Federación Universitaria  | —   | 5–2 | 0–0  | —   | —   |     | 2–1 | —   | —   | 0–0 | —   | 2–0 | 3–0 |
| Hidroaviación             | 1–1 | —   | W.O. | 1–3 | 2–2 | —   |     | —   | —   | 1–1 | —   | 2–0 | 1–1 |
| Jorge Chávez              | —   | 5–1 | —    | 3–0 | —   | 1–3 | 1–3 |     | 2–2 | —   | 0–1 | —   | 0–0 |
| Sport Progreso            | —   | —   | 2–1  | —   | —   | 0–5 | 0–1 | —   |     | 2–2 | —   | —   | 2–2 |
| Sporting Tabaco           | —   | 6–0 | —    | 1–3 | —   | —   | —   | 3–1 | —   |     | 1–2 | —   | 3–0 |
| Sportivo Unión            | —   | 2–1 | 0–4  | —   | 1–2 | 1–1 | 1–6 | —   | 0–1 | —   |     | 2–2 | —   |
| Sportivo Tarapacá         | 2–2 | —   | —    | —   | 3–5 | —   | —   | 4–1 | 3–2 | 0–2 | —   |     | —   |
| Unión Buenos Aires        | —   | 2–0 | —    | 6–0 | 1–1 | —   | —   | —   | —   | —   | 2–3 | 4–6 |     |

#### Fecha 1
Los partidos se jugaron el 7 y 14 de julio de 1929.
| Equipo 1                  | Resultado | Equipo 2                 |
| ------------------------- | --------- | ------------------------ |
| Atlético Chalaco          | 0–0       | Federación Universitaria |
| Hidroaviación             | 1–1       | Unión Buenos Aires       |
| Ciclista Lima             | 0–2       | Sportivo Unión           |
| Circolo Sportivo Italiano | 2–2       | Sport Progreso           |
| Alianza Lima              | 4–1       | Alianza Chorrillos       |
| Sportivo Tarapacá         | 0–2       | Sporting Tabaco          |

#### Fecha 2
Los partidos se jugaron el 21 y 22 de julio de 1929.
| Equipo 1                  | Resultado | Equipo 2           |
| ------------------------- | --------- | ------------------ |
| Ciclista Lima             | 4–1       | Alianza Chorrillos |
| Alianza Lima              | 1–1       | Hidroaviación      |
| Circolo Sportivo Italiano | 1–0       | Sporting Tabaco    |
| Sport Progreso            | 2–2       | Jorge Chávez       |
| Atlético Chalaco          | 1–2       | Sportivo Tarapacá  |
| Federación Universitaria  | 1–1       | Unión Buenos Aires |

#### Fecha 3
Los partidos se jugaron el 11 de agosto de 1929 mientras que el partido de la Federación Universitaria con Circolo Sportivo Italiano se jugó el 23 de febrero de 1930.
| Equipo 1                 | Resultado | Equipo 2                  |
| ------------------------ | --------- | ------------------------- |
| Ciclista Lima            | 3–0       | Sport Progreso            |
| Alianza Lima             | 2–2       | Sportivo Tarapacá         |
| Sportivo Unión           | 3–2       | Unión Buenos Aires        |
| Hidroaviación            | 9–0       | Alianza Chorrillos        |
| Jorge Chávez             | 1–3       | Sporting Tabaco           |
| Federación Universitaria | 7–0       | Circolo Sportivo Italiano |

#### Fecha 4
Los partidos se jugaron el 18 de agosto de 1929.
| Equipo 1                  | Resultado | Equipo 2           |
| ------------------------- | --------- | ------------------ |
| Atlético Chalaco          | 2–4       | Unión Buenos Aires |
| Sportivo Tarapacá         | 4–1       | Alianza Chorrillos |
| Alianza Lima              | 8–0       | Sport Progreso     |
| Federación Universitaria  | 0–0       | Sporting Tabaco    |
| Circolo Sportivo Italiano | 1–0       | Jorge Chávez       |
| Hidroaviación             | 6–1       | Ciclista Lima      |

#### Fecha 5
Los partidos se jugaron el 25 de agosto de 1929.
| Equipo 1                  | Resultado | Equipo 2           |
| ------------------------- | --------- | ------------------ |
| Circolo Sportivo Italiano | 2–2       | Hidroaviación      |
| Atlético Chalaco          | 0–3       | Ciclista Lima      |
| Federación Universitaria  | 5–2       | Alianza Chorrillos |
| Alianza Lima              | 4–0       | Unión Buenos Aires |
| Sportivo Unión            | 2–1       | Sporting Tabaco    |
| Jorge Chávez              | 1–4       | Sportivo Tarapacá  |

#### Fecha 6
Los partidos se jugaron el 1 de setiembre de 1929.
| Equipo 1                  | Resultado | Equipo 2                 |
| ------------------------- | --------- | ------------------------ |
| Ciclista Lima             | 0–2       | Federación Universitaria |
| Circolo Sportivo Italiano | 1–1       | Unión Buenos Aires       |

#### Fecha 7
Los partidos se jugaron el 8 de setiembre de 1929.
| Equipo 1           | Resultado | Equipo 2                  |
| ------------------ | --------- | ------------------------- |
| Ciclista Lima      | 2–3       | Circolo Sportivo Italiano |
| Alianza Lima       | 3–2       | Atlético Chalaco          |
| Jorge Chávez       | 0–1       | Sportivo Unión            |
| Sportivo Tarapacá  | 6–4       | Unión Buenos Aires        |
| Alianza Chorrillos | 2–5       | Sport Progreso            |
| Hidroaviación      | 1–1       | Sporting Tabaco           |

#### Fecha 8
Los partidos se jugaron el 15 de setiembre de 1929. Desde esta fecha, Alianza Lima fue descalificado por no ceder a sus jugadores a la Selección Peruana de Fútbol para su participación en el Campeonato Sudamericano 1929.
| Equipo 1                  | Resultado | Equipo 2           |
| ------------------------- | --------- | ------------------ |
| Atlético Chalaco          | 0–3       | Sporting Tabaco    |
| Circolo Sportivo Italiano | 1–2       | Alianza Lima       |
| Jorge Chávez              | 5–1       | Alianza Chorrillos |
| Sportivo Tarapacá         | 3–2       | Sport Progreso     |
| Federación Universitaria  | 2–1       | Hidroaviación      |

#### Fecha 9
Los partidos se jugaron el 29 de setiembre de 1929.
| Equipo 1                 | Resultado | Equipo 2           |
| ------------------------ | --------- | ------------------ |
| Hidroaviación            | 3–1       | Jorge Chávez       |
| Sportivo Unión           | 2–1       | Alianza Chorrillos |
| Federación Universitaria | 0–0       | Unión Buenos Aires |
| Atlético Chalaco         | 1–2       | Sport Progreso     |

## Máximos goleadores
| Jugador                                   | Equipo                    | Goles |
| ----------------------------------------- | ------------------------- | ----- |
| Alejandro Villanueva                      | Alianza Lima              | 8     |
| Carlos Cillóniz                           | Federación Universitaria  | 8     |
| Demetrio Neyra                            | Circolo Sportivo Italiano | 6     |
| Mario Pacheco                             | Federación Universitaria  | 6     |
| Jorge Sarmiento                           | Alianza Lima              | 5     |
| Luis de Souza                             | Federación Universitaria  | 5     |
| Augusto Lizarbe                           | Hidroaviación             | 5     |
| Máximo Salinas                            | Sportivo Tarapacá         | 4     |
| Juan Sudman                               | Atlético Chalaco          | 4     |
| Última actualización: 23 de julio de 2019 |                           |       |